# Seini
Seini là một thị xã thuộc hạt Maramureș, România. Dân số thời điểm năm 2002 là 10129 người.